# Nižnij Novgorod
Nižnij Novgorod (rusky Нижний Новгород; hovorově často Nižnij, v letech 1932—1990 Gorkij) je město v centrálním Rusku, hlavní město Povolžského federálního okruhu a Nižněnovgorodské oblasti. Rozkládá se ve středu Východoevropské roviny na soutoku řek Oky a Volhy. Žije zde přibližně 1,20 milionu obyvatel. Během polské okupace Moskvy v letech 1610–1612 byl Nižnij Novgorod hlavním městem Ruského carství v období smuty.
Jakožto páté největší město v Rusku (2016) je významným ekonomickým, průmyslovým, dopravním, vzdělávacím a kulturním centrem země. Mimoto je díky celé řadě pamětihodností oblíbeným turistickým cílem.

## Historie

### Založení města
Na počátku 9. století proběhla slovanská kolonizace horního toku Volhy, osídleného do té doby ugrofinskými národy. Ke konci 11. století patřilo ke Kyjevské Rusi celé horní Povolží, téměř až do ústí Oky. O něco jižněji se již nacházely hranice Volžského Bulharska a pravý břeh Volhy až po ústí Sury byl osídlen Mordovinci. Nejvýchodnějším slovanským městem na Volze byl až do roku 1221 Gorodec.
Roku 1221 založil vladimirsko-suzdalský kníže Jurij II. Vsevolodovič na soutoku řek Volhy a Oky pohraniční pevnost, která měla chránit Vladimirské knížectví před Mordovinci, Marijci a Volžskými Bulhary. Prvotní název města zněl Novgorod Nizovské země. Nizovskými zeměmi nazývali ve Velikém Novgorodu Vladimirské knížectví. Tento název se později vyvinul na Nižnij Novgorod, kterým město zůstalo až do roku 1917.
V období feudální rozdrobenosti byl Nižnij Novgorod postupně údělem Suzdalského a Vladimirského knížectví. Roku 1350 se stal hlavním městem samostatného Suzdalsko-nižněnovgorodského knížectví (vzniklo 1341), když sem přenesl po spojení se suzdalským knížectvím kníže Konstantin Vasiljevič (1331–1365) svoji rezidenci. Za jeho syna Dmitrije zde vznikly velké a výstavné chrámy i opevnění. Jako jedno z mála ruských měst (dalšími byly např. Moskva či Tver) unikl ve 13. století zkáze za velkého mongolského vpádu.

### Újezdní město Ruského carství

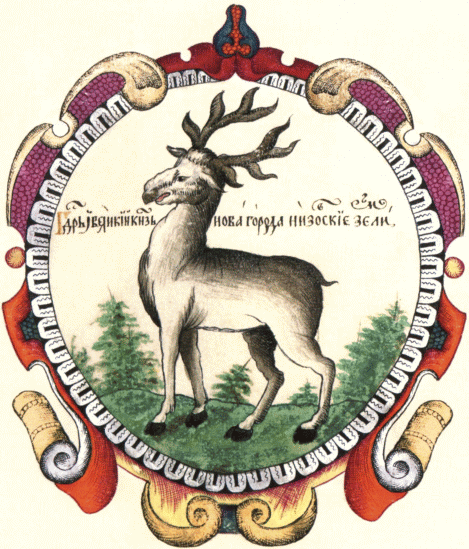
Městská pečeť roku 1626

Roku 1392 dobyl město moskevský velkokníže Vasilij I., čímž se město dostalo pod nadvládu expandujícího Moskevského velkoknížectví (byť definitivně ustaly všechny pokusy zachovat si samostatnost až roku 1425, za vlády Vasilije II.). Nižnij Novgorod se tak stal újezdním městem.
Během panování knížat Ivana III. a Vasilije III. plnil Nižnij Novgorod roli pohraniční pevnosti, přebývala zde stálá vojenská posádka, formovaly se zde oddíly k pochodům na Kazaň. V letech 1500–1515 byl na místě původního dřevěného vystavěn nový kamenný Nižněnovgorodský kreml. Ten byl významnou baštou Moskevského knížectví proti Kazaňskému chanátu, která odolala obléhání roku 1520 a 1536. Svůj vojenský význam však město ztratilo, když Ivan IV. roku 1552 dobyl Kazaň a hranice státu se posunula výrazně na východ.
V období smuty na přelomu 16. a 17. století město spolu s Trojicko-sergijevskou lávrou vytrvale podporovalo Moskvu. Klíčovou roli v osvobození Moskvy od polsko-litevské okupace hrálo tzv. Nižněnovgorodské povstání roku 1612 pod vedením Kuzmy Minina a Dmitrije Požarského. Hlavní novgorodské náměstí dnes nese jejich jméno (náměstí Minina a Požarského), stojí zde několik jejich pomníků a sám Minin je pohřben v chrámu Archanděla Michaela ve zdejším kremlu.
V 17. století došlo v pravoslavné církvi k rozkolu, což přivedlo do okolí Nižního Novgorodu (zejména do okolí řeky Kerženěc) mnoho starověrců, kteří prchali před pronásledováním. Aby byl rozkol vymýcen, roku 1672 byla v Nižním Novgorodě založena Nižněnovgorodská a Alatyrská eparchie.

### Guberniální město Ruského impéria

Městský znak z roku 1857

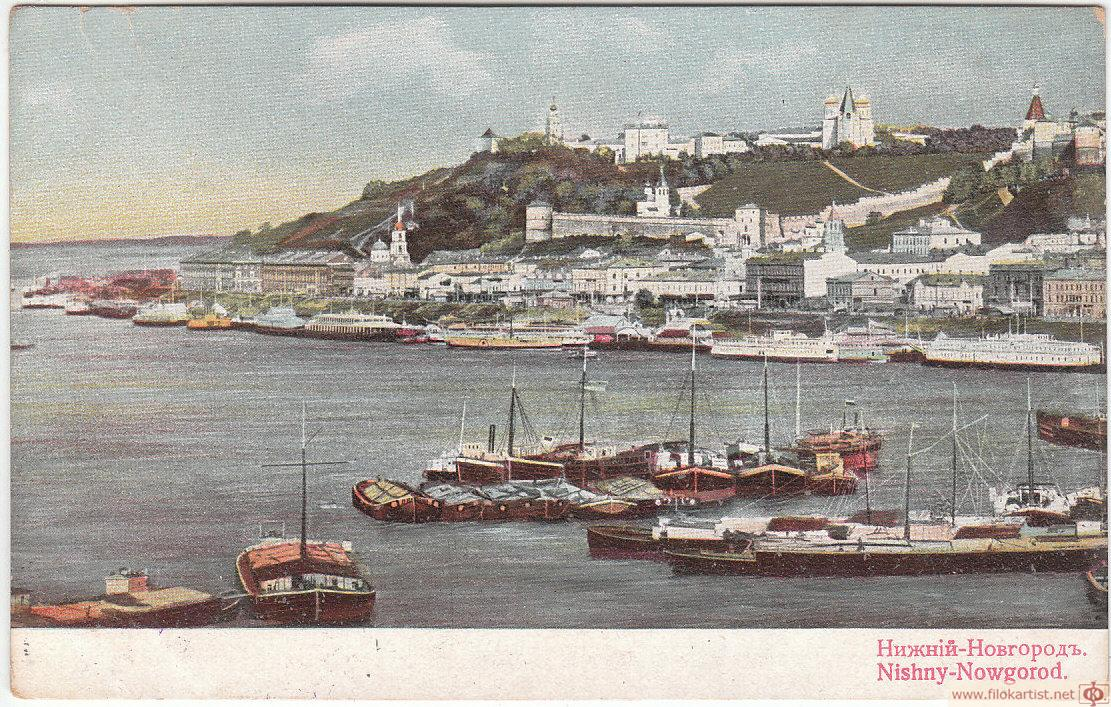
Pohled na město a na Volhu (1910)

Na základě územně-správní reformy Petra I. se stal Nižnij Novgorod od roku 1714 guberniálním městem Nižněnovgorodské gubernie, která vznikla vydělením z Kazaňské gubernie.
Carevna Kateřina II. Veliká navštívila město roku 1767 a byla velmi nespokojena s jeho zástavbou. Nařídila proto gubernátoru vypracovat přesný plán Nižního Novgorodu, na základě kterého potom v hlavním městě vypracovali regulační plán města. Ten byl carevnou a senátem schválen roku 1770. Díky tomu se objevila taková zařízení jako první občanská nemocnice a první lékárna (1780), první typografie v Povolží (1791), první divadlo (1798). Kreml byl zrekonstruován a přestavěn na administrativní centrum města i gubernie.
Dalším významným podnětem pro rozvoj města bylo přemístění největšího jarmarku v Rusku z vesnice Makarevo na levý břeh Oky v Nižním Novgorodě. Díky tomu vzniknul podle jediného projektu komplex Nižněnovgorodského jarmarku. K němu byl vyhlouben umělý kanál, vybudována kanalizace. Komplex zahrnoval hlavní jarmareční dům, pravoslavné chrámy Starojarmareční a Novojarmareční, sunnitskou mešitu, arménský chrám, Velké jarmareční divadlo a cirkus.
V polovině 19. století se objevily velké průmyslové podniky v přilehlých obcích, jako například Nižněnovgorodský mechanický závod (dodnes významný průmyslový podnik Krasnoje Sormovo) či metalurgický závod. Roku 1861 byla do města přivedena jedna z prvních železničních tratí v Rusku, trať Moskva-Nižnij Novgorod.
V roce 1896 se zde konala největší v předrevolučním Rusku Všeruská umělecko-průmyslová výstava, kterou jako reportér pražského německého deníku Politik navštívil tehdy i český spisovatel Vilém Mrštík. Své dojmy z výstavy popsal v knize Cesta do Ruska aneb Listy z Nižního Novgorodu. V souvislosti s touto výstavbou byla otevřena druhá síť elektrických tramvají v Rusku (první byla zprovozněna r. 1892 v Kyjevě), zbudovány dvě pozemní lanové dráhy (jedna končila přímo v kremlu) a nová budova městského divadla.
V roce 1905 došlo k dělnickému povstání, které bylo rychle potlačeno. Během 1. světové války byla do Nižního Novgorodu evakuována řada podniků ze západu, zejména vojenské závody. Roku 1916 zde také byla otevřena Nižněnovgorodská národní univerzita a evakuoval se sem Varšavský polytechnický institut (dnes Nižněnovgorodská státní technická univerzita). V roce 1917 převzali moc ve městě bolševici.

### Sovětské město Gorkij

Znak města Gorkij v sovětské éře

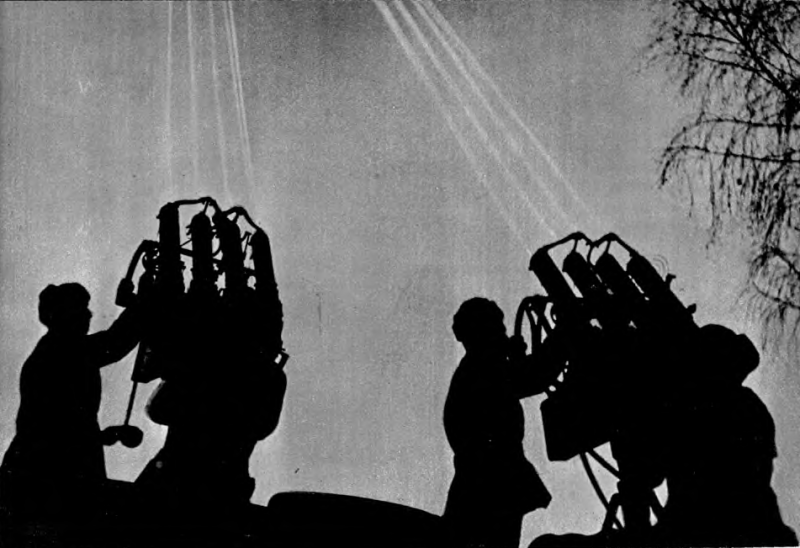
Protiletecká baterie v Gorkém (1941)

Roku 1929 bylo k městu přičleněno velké množství okolních obcí a téhož roku se stalo město centrem nově zřízeného Nižněnovgorodského kraje. Dne 7. října 1932 byl Nižnij Novgorod přejmenován na počest místního rodáka, ikony sovětské literatury Maxima Gorkého.
Ve 30. letech došlo k překotnému rozvoji průmyslu. Podíl na tom mělo především otevření Gorkovského Avtomobilného zavodu, vybudovaného za spolupráce s Ford Motor Co.
Dalším velkým impulzem pro gorkovský průmysl byla 2. světová válka. Místní podniky byly velmi rychle přeorientovány na zbrojní výrobu. Jen automobilka GAZ vyprodukovala v letech 1941–1945 okolo 12 tisíc tanků (T-60, T-70 a T-80), 24 tisíc minometů, 30 tisíc odpalovacích zařízení Kaťuša aj. Gorkovskij mašinostrojitělnyj zavod dodal ve válečných letech Rudé armádě asi 100 tisíc děl. V rámci evakuace výrobních závodů na východ byla do Gorkého přemístěna továrna Gidromaš, vyrábějící letecké komponenty.
Není proto divu, že takto významné průmyslové centrum se stalo nejčastěji bombardovaným městem v týlu SSSR. Mezi lety 1941–1943 podnikly německé bombardéry 43 náletů na město a shodily na něj 33934 zápalných bomb. Údery cílily především na průmyslové objekty, nicméně zahynulo při nich 429 civilistů a 28 vojáků.
Kvůli velké koncentraci vojenského průmyslu bylo město roku 1959 prohlášeno za uzavřené pro cizince. Velké parníky se zahraničními turisty směly dokonce proplouvat Gorkým pouze v noci, ještě v polovině 70. let se nesměly prodávat mapy města. Toho využila sovětská vláda, když sem poslala ruského disidenta Andreje Sacharova do vyhnanství (1980–1986), aby ho zbavila možnosti kontaktu se zahraničím.
V roce 1985 byla otevřena první linka Nižněnovgorodského metra.

### Současný Nižnij Novgorod
Změna politického a ekonomického režimu na přelomu 80. a 90. let přinesla velké změny. 22. října 1990 bylo městu navráceno historické jméno Nižnij Novgorod, dne 6. září 1991 se opět otevřelo cizincům.
Díky zachovalému historickému centru se stal Nižnij Novgorod oblíbeným cílem turistů, z nichž mnoho přijíždí na výletních lodích po Volze.
Město si i nadále podrželo status významného centra ruského průmyslu, byť především 90. léta byla obdobím úpadku a počet obyvatel poklesl za první 2 dekády po rozpadu SSSR asi o 13 % (cílem migrace byla především nedaleká Moskva). Mezi největší zaměstnavatele na počátku 21. století patří výrobní závod GAZ (výroba lehkých užitkových vozů a autobusů), Krasnoje Sormovo (výroba říčních lodí), letecký závod Sokol (kompletace letounů MiG) ad.
Velkým impulzem pro rozvoj města bylo rozhodnutí pořádat zde některá utkání MS ve fotbale 2018. Byla tak prodloužena 2. linka metra, zbudován Stadion Nižnij Novgorod, zlepšena dopravní infrastruktura, vystavěn nový terminál letiště atd.

## Klima
Klima Nižního Novgorodu je mírně kontinentální s chladnou dlouhou zimou a teplým, relativně krátkým létem. Ve srovnání s Moskvou je zde zima chladnější a léto teplejší. Vzhledem k velmi členitému reliéfu města však mohou být teploty v níže položených místech u řeky výrazně vyšší než ve výše položených částech. Stejně tak úhrn srážek v níže položených místech je průměrně o 15-20 % vyšší.

| Nižnij Novgorod – podnebí                                           | Nižnij Novgorod – podnebí | Nižnij Novgorod – podnebí | Nižnij Novgorod – podnebí | Nižnij Novgorod – podnebí | Nižnij Novgorod – podnebí | Nižnij Novgorod – podnebí | Nižnij Novgorod – podnebí | Nižnij Novgorod – podnebí | Nižnij Novgorod – podnebí | Nižnij Novgorod – podnebí | Nižnij Novgorod – podnebí | Nižnij Novgorod – podnebí | Nižnij Novgorod – podnebí |
| Období                                                              | leden                     | únor                      | březen                    | duben                     | květen                    | červen                    | červenec                  | srpen                     | září                      | říjen                     | listopad                  | prosinec                  | rok                       |
| ------------------------------------------------------------------- | ------------------------- | ------------------------- | ------------------------- | ------------------------- | ------------------------- | ------------------------- | ------------------------- | ------------------------- | ------------------------- | ------------------------- | ------------------------- | ------------------------- | ------------------------- |
| Nejvyšší teplota [°C]                                               | 5,7                       | 7,0                       | 17,3                      | 26,3                      | 32,5                      | 36,3                      | 38,2                      | 38,0                      | 31,0                      | 24,2                      | 13,8                      | 8,5                       | 38,2                      |
| Průměrné denní maximum [°C]                                         | −5,9                      | −5,3                      | 1,1                       | 10,9                      | 18,7                      | 22,6                      | 24,7                      | 22,1                      | 15,6                      | 8,0                       | −0,5                      | −4,7                      | 8,9                       |
| Průměrná teplota [°C]                                               | −8,9                      | −8,7                      | −2,6                      | 6,1                       | 12,9                      | 17,2                      | 19,4                      | 16,9                      | 11,1                      | 4,7                       | −2,8                      | −7,4                      | 4,8                       |
| Průměrné denní minimum [°C]                                         | −11,6                     | −11,7                     | −5,8                      | 2,1                       | 7,9                       | 12,6                      | 14,8                      | 12,6                      | 7,6                       | 2,1                       | −4,8                      | −9,9                      | 1,3                       |
| Nejnižší teplota [°C]                                               | −41,2                     | −37,2                     | −28,3                     | −19,7                     | −6,9                      | −1,8                      | 4,6                       | 0,9                       | −5,5                      | −16,0                     | −29,4                     | −41,4                     | −41,4                     |
| Průměrné srážky [mm]                                                | 47                        | 38                        | 37                        | 36                        | 46                        | 76                        | 73                        | 69                        | 61                        | 64                        | 55                        | 55                        | 657                       |
| Maximální srážky [mm]                                               | 95                        | 81                        | 94                        | 112                       | 138                       | 163                       | 224                       | 185                       | 150                       | 156                       | 110                       | 131                       | 1 639                     |
| Sněžení [cm]                                                        | 31                        | 43                        | 40                        | 5                         | 0                         | 0                         | 0                         | 0                         | 0                         | 1                         | 6                         | 16                        | 142                       |
| Dní s deštěm                                                        | 0,4                       | 1                         | 2                         | 9                         | 16                        | 19                        | 18                        | 19                        | 17                        | 14                        | 5                         | 1                         | 121,4                     |
| Zdroj: http://www.pogodaiklimat.ru/climate/27459.htm 1. března 2017 |                           |                           |                           |                           |                           |                           |                           |                           |                           |                           |                           |                           |                           |

## Obyvatelstvo
K prvnímu lednu 2016 byl Nižnij Novgorod 5. největším městem Ruské federace.
Při sčítání lidu roku 2010 se přihlásilo 93,76 % obyvatel k ruské národnosti. Dále zde žijí menšiny Tatarů (1,04 %), Ukrajinců (0,61 %), Arménů (0,6 %), Azerů (0,45 %), Mordvinců (0,28 %) a Čuvašů (0,22 %).
| Vývoj počtu obyvatel | Vývoj počtu obyvatel | Vývoj počtu obyvatel | Vývoj počtu obyvatel | Vývoj počtu obyvatel | Vývoj počtu obyvatel | Vývoj počtu obyvatel | Vývoj počtu obyvatel | Vývoj počtu obyvatel | Vývoj počtu obyvatel | Vývoj počtu obyvatel |
| -------------------- | -------------------- | -------------------- | -------------------- | -------------------- | -------------------- | -------------------- | -------------------- | -------------------- | -------------------- | -------------------- |
| 1811                 | 1840                 | 1856                 | 1863                 | 1897                 | 1913                 | 1914                 | 1923                 | 1926                 | 1931                 |                      |
| 14 400               | 31 900               | 35 800               | 41 500               | 90 000               | 111 400              | 111 600              | 135 400              | 222 000              | 350 300              |                      |
| 1939                 | 1956                 | 1959                 | 1962                 | 1967                 | 1970                 | 1973                 | 1975                 | 1976                 | 1979                 |                      |
| 644 000              | 876 000              | 941 000              | 1 025 000            | 1 120 000            | 1 170 133            | 1 238 000            | 1 305 000            | 1 305 000            | 1 344 474            |                      |
| 1982                 | 1985                 | 1986                 | 1987                 | 1989                 | 1990                 | 1991                 | 1992                 | 1993                 | 1994                 |                      |
| 1 373 000            | 1 405 000            | 1 401 000            | 1 425 000            | 1 438 133            | 1 404 000            | 1 445 000            | 1 441 000            | 1 433 000            | 1 425 000            |                      |
| 1995                 | 1996                 | 1997                 | 1998                 | 1999                 | 2000                 | 2001                 | 2002                 | 2003                 | 2004                 |                      |
| 1 379 000            | 1 372 000            | 1 371 000            | 1 364 000            | 1 364 900            | 1 357 000            | 1 343 300            | 1 311 252            | 1 309 000            | 1 296 800            |                      |
| 2005                 | 2006                 | 2007                 | 2008                 | 2009                 | 2010                 | 2011                 | 2012                 | 2013                 | 2014                 |                      |
| 1 289 500            | 1 283 600            | 1 278 300            | 1 274 700            | 1 272 527            | 1 250 619            | 1 250 600            | 1 254 592            | 1 259 921            | 1 263 873            |                      |
| 2015                 | 2016                 |                      |                      |                      |                      |                      |                      |                      |                      |                      |
| 1 267 760            | 1 266 871            |                      |                      |                      |                      |                      |                      |                      |                      |                      |

## Pamětihodnosti
- Nižněnovgorodský kreml – městská pevnost z počátku 16. století. V jejím areálu se dnes nachází administrativní budovy, sídlo gubernátora, starosty aj., koncertní sál, výstavní síně, Nižněnovgorodské státní umělecké muzeum, řada pomníků a chrám Archanděla Michaela. V neposlední řadě je z kremlu dobrý výhled na soutok Volhy a Oky.
- Ulice Bolšaja Pokrovskaja – hlavní pěší třída starého města, která se táhne v délce 2,2 km od náměstí Minina a Požarského (tedy od kremlu) až na náměstí Maxima Gorkého (stanice metra Gorkovskaja). Nachází se zde řada výstavných kupeckých domů, soch, obchodů a kaváren, divadlo Maxima Gorkého, unikátní budova ruské státní banky aj.
- Ulice Věrchněvolžskaja naberežnaja – jedna z hlavních tříd města, táhnoucí se od náměstí Minina a Požarského (od Čkalovského schodiště) až k Sennému náměstí (k lanové dráze do Boru). Vznikla na popud cara Mikuláše I., kterému učarovaly výhledy na Volhu, avšak byl nespokojený se zapáchajícími chudinskými obydlími v těchto místech. Po roce 1836 tak začala vznikat tato nábřežní ulice, kde z jedné strany byly budovány reprezentativní domy místní honorace, z druhé strany se otevírají výhledy na řeku, k níž se svažuje park.
- Sídlo Rukavišnikových – okázalá rezidence bohatého nižněnovgorodského kupce Rukavišnikova, vystavěná v polovině 19. století ve stylu italských barokních zámečků. Dnes zde sídlí muzeum a provádějí se prohlídky interiérů.
- Čkalovské schodiště – jedno z nejdelších schodišť v Rusku (560 stupňů). Nese jméno sovětského letce Valerije Čkalova, jehož pomník stojí v horní části schodiště. Vystavěno bylo v letech 1943–1949 a inspirací mu bylo oděské Potěmkinovo schodiště.
- Nižněnovgorodský jarmark – hlavní výstavní a obchodní komplex města, tvořený dnes především historickou budovou z 80. let 19. století.
- Lanová dráha do Boru – visutá lanovka z roku 2012, spojující Nižnij Novgorod a Bor. Jsou z ní výhledy na řeku Volha.
- Zoologická zahrada Limpopo – první soukromá zoologická zahrada v Rusku, na ploše 7 hektarů je možno vidět okolo 230 druhů zvířat, například tygra ussurijského, jaguára, zubry, dikobrazy, pštrosy aj.
- Muzeum historie GAZ – seznamuje návštěvníky s dějinami jedné z největších ruských automobilek GAZ, ke zhlédnutí je zde několik desítek automobilů z různých období.
- Muzeum parních lokomotiv – poblíž železniční stanice Nižnij Novgorod–Sortirovočnyj se nachází expozice 15 parních lokomotiv, vyrobených v 1. polovině 20. století.
- Nižněnovgorodská dětská železnice – 4,1 km dlouhá dětská železnice, obsluhovaná mládeží mezi 10 a 15 lety.

|                                              |  |                           |  |                    |
| Nižněnovgorodský kreml a Čkalovské schodiště |  | Ulice Bolšaja Pokrovskaja |  | Divadlo M. Gorkého |

## Náboženství
V Nižním Novgorodě se nachází více než 100 náboženských obcí, v převážné většině křesťanských. Největší zastoupení ve městě má Ruská pravoslavná církev, dále zde působí Starověrecká církev, Arménská apoštolská církev, Římskokatolická církev, Evangelicko-luteránská církev, baptisté aj.
Z jiných náboženství jsou ve městě přítomni muslimové (2 náboženské obce), židé (2 náboženské obce) a buddhisté (1 náboženská obec).
| - Spaso-preobraženská katedrála - Katedrála svatého Alexandra Něvského - Chrám Narození přesvaté Bohorodice - Chrám Narození Jana Křtitele - Chrám svatých žen myronosic - Chrám proroka Eliáše - Chrám Zesnutí přesvaté Bohorodice - Chrám Archanděla Michaela - Starověrecký chrám Zesnutí Přesvaté Bohorodice - Nižněnovgorodská chrámová mešita - Nižněnovgorodská synagoga | - Pečerský klášter Nanebevstoupení - Klášter Zvěstování Panny Marie - Klášter Povýšení svatého Kříže |

|                           |  |                                  |  |                                    |
| Spaso-preobraženský chrám |  | Pečerský klášter Nanebevstoupení |  | Chrám Narození přesvaté Bohorodice |

## Kultura
Ve městě se nachází více než 600 různých architektonických památek, z nichž nejcennější je Nižněnovgorodský kreml.
Celkem je ve městě provozováno okolo 200 kulturních institucí – 14 divadel, 5 koncertních sálů, 97 knihoven, 17 kin, 8 muzeí, konzervatoř, planetárium aj.

### Muzea
- Nižněnovgorodské státní umělecké muzeum
- Byt M. Gorkého
- Muzeum N. A. Dobroljubova
- Muzeum A. S. Puškina
- Byt A. D. Sacharova
- Ruské muzeum fotografie
- Muzeum elektrické městské hromadné dopravy

### Divadla
- Nižněnovgorodské státní akademické divadlo dramatu M. Gorkého
- Nižněnovgorodské státní akademické loutkové divadlo
- Nižněnovgorodské státní akademické divadlo opery a baletu A. S Puškina
- Nižněnovgorodské státní divadlo mladého diváka
- Nižněnovgorodské Komorní divadlo opery a muzikální komedie
- Nižněnovgorodské divadlo Komedie
- Dětské divadlo Věra

## Ekonomika
Největší podíl průmyslové výroby připadá na automobilový průmysl, loďařství a vojenský průmysl. Mezi největší podniky v těchto odvětvích patří automobilka GAZ, loďařský závod Krasnoje Sormovo (dnes zejména říční tankery), letecký závod Sokol (spadající pod Sjednocenou leteckou korporaci), Nižněnovgorodský strojírenský závod (raketové komplexy, děla či jaderné reaktory), výrobci leteckých komponentů Gidromaš a Teploobměnnik, výrobce automobilových součástek Krasnaja Etna, výrobce lodních motorů RUMO, výrobce radiolokátorů NITEL aj.
Těžký průmysl je reprezentován Nižněnovgorodským kovozpracujícím závodem.
Lehký a potravinářský průmysl je zastoupen textilní výrobou a obuvnictvím, provozy na zpracování dřeva, masokombináty a mlékárnami.
Dodávky elektřiny zajišťují dvě tepelné plynové elektrárny – Avtozavodskaja (580 MW) a Sormovskaja (340 MW).
Velký podíl na ekonomice Nižního Novgorodu mají také informační technologie. Sídlí zde pobočky a vývojová centra takových firem jako Intel, SAP, Mail.ru. Jandex, Huawei, NetCracker, Orange Business Services aj.
|                                |  |                              |  |                                         |
| GAZelle NEXT (automobilka GAZ) |  | MiG-35 (letecký závod Sokol) |  | Radiolokátor 55Ž6M Nebo-M (závod NITEL) |

### Doprava
Městskou hromadnou dopravu v Nižním Novgorodě zajištuje 60 linek autobusů, 65 linek maršrutek, 14 tramvajových linek, 2 linky metra, a 2 linky městská dráha. Tramvaje jsou ve městě provozovány od roku 1896, autobusy od roku 1927, trolejbus od roku 1947 a metro bylo spuštěno v roce 1985. Vedle toho je od roku 2012 v provozu lanová dráha do Boru a v letních měsících funguje také místní dětská železnice. V roce 2013 byla otevřena městská dráha.
Železnice byla do Nižního Novgorodu přivedena roku 1862, první automobil se zde objevil v roce 1896. V současnosti je město významným železničním, silničním i říčním dopravním uzlem.
Městem prochází jedna z větví Transsibiřské magistrály. Od roku 2010 je v provozu vysokorychlostní železniční trať z Moskvy (a Petrohradu) do Nižního Novgorodu, která by měla být po roce 2020 prodloužena až do Kazaně.
Přes město prochází federální dálnice M7 Volha z Moskvy do Ufy, dálková trasa R158 (do Saratova), dále regionální silnice R125, R152 a R159.
Leteckou dopravu zajišťuje mezinárodní letiště Strigino, nacházející se 18 km jihozápadně od centra města.
Vzhledem k tomu, že se město nachází na soutoku dvou velkých řek, hrají v dopravě důležitou roli mosty. Přes Oku vedou na území města čtyři: Myzinský most, Molitovský most, Metromost a Kanavinský most. Břehy Volhy spojují tři mosty, postavené v jediném místě: Železniční most a Borský most (železniční i silniční doprava). V roce 2017 byl kvůli permanentním zácpám otevřen ještě Druhý Borský most pro automobily.
|                                              |                            |                               |
| Nižněnovgorodské metro (stanice Moskovskaja) | Federální dálnice M7 Volha | Nižněnovgorodská lanová dráha |

## Sport
Ve městě sídlí hokejový klub Torpedo Nižnij Novgorod, který od sezóny 2008/09 působí v KHL. Jeho domácím stadionem je Národní palác sportu s 5600 místy v hledišti.
Nejlepším fotbalovým mužstvem ve městě je FK Olimpijec Nižnij Novgorod, který navazuje na zaniklé kluby FK Volga Nižnij Novgorod a FK Nižnij Novgorod. Jeho domovským stadionem je Stadion Nižnij Novgorod pro 35 tisíc diváků dokončený v roce 2018. Stadion hostil také utkání MS ve fotbale v roce 2018.
Ve městě působí také úspěšné kluby ženského hokeje, volejbalu, basketbalu aj. Celkem se zde nachází 14 sportovních stadionů.

## Osobnosti
- Nikolaj Ivanovič Lobačevskij (1792–1856), ruský matematik
- Nikolaj Alexandrovič Dobroljubov (1836–1861), literární kritik
- Milij Alexejevič Balakirev (1837–1910), hudební skladatel, klavírista
- Maxim Gorkij (1868–1936), ruský spisovatel, dramatik, básník a revolucionář
- Alexandr Iljič Uljanov (1866–1887), Leninův starší bratr, revolucionář
- Ivan Bubnov (1872–1919), ruský námořní inženýr a konstruktér ponorek
- Leonid Alexandrovič Vesnin (1880–1933), sovětský architekt, tvořící v duchu konstruktivismu
- Zinovij Peškov (1884–1966), v Rusku narozený francouzský generál a diplomat
- Jakov Sverdlov (1885–1919), bolševický stranický předák a vůdce RSFSR
- Nikolaj Alexandrovič Bulganin (1895–1975), sovětský politik, ministr obrany v letech 1953–1955 a předseda rady ministrů SSSR 1955–1958
- Nikolaj Bogoljubov (1909–1992), ruský a sovětský matematik a fyzik
- Sergej Petrovič Novikov (* 1938), matematik
- Viktor Konovalenko (1938–1996), sovětský hokejový brankář, osminásobný mistr světa a dvojnásobný zlatý olympijský medailista
- Taťjana Averinová (1950–2001), sovětská rychlobruslařka, dvojnásobná olympijská vítězka ze ZOH 1976
- Vladimir Kovin (* 1954), bývalý sovětský hokejový útočník
- Natalia Vodianova (* 1982), ruská modelka
- Jekatěrina Vilkova (* 1984), ruská divadelní a filmová herečka
- Ruslan Zacharov (* 1987), ruský shorttrackař a rychlobruslař
- Asja Klimová (1990–2022), stand-up komička zabitá během rusko-ukrajinského konfliktu
- Daniil Trifonov (* 1991), ruský koncertní klavírní virtuóz a hudební skladatel

Vojenskou školu zde studoval Pavel Lebeděv.

## Partnerská města
- Essen, Německo, 1991
- Linec, Rakousko, 1993
- Filadelfie, USA, 1994
- Ťi-nan, Čína, 1994
- Tampere, Finsko, 1995
- Charkov, Ukrajina, 2001
- Matanzas, Kuba, 2004
- Suwon, Jižní Korea, 2004
- Novi Sad, Srbsko, 2006
- Minsk, Bělorusko, 2007
- Sant Boi de Llobregat, Španělsko, 2008
- Suchumi, Abcházie, 2009
- Bitola, Severní Makedonie, 2010
- Győr, Maďarsko, 2012
- Bălți, Moldavsko, 2016

## Okolní města
- Bor
- Kstovo
- Dzeržinsk
- Balachna (zde se nachází i středověké domy)